# Acropolis rallye 2002
49. Acropolis rallye 2002 byla sedmá soutěž mistrovství světa v rallye 2002, která se jela ve dnech 13. až 16. června. Vítězem se stal Colin McRae s vozem Ford Focus RS WRC. Soutěž měla 1197,85 km rozdělených do šestnácti rychlostních zkoušek

## Průběh soutěže
McRae má zpočátku problémy a drží se v polovině první desítky startujících. Marcus Grönholm, který startuje jako první ztrácí a propadá se zpočátku na desáté místo. Markko Märtin se drží na třetí pozici před Rovanperou. Carlos Sainz se z devátého místa propracuje na páté místo. Solbergovi zhals motor, později mu hoří brzdy a dostává penalizaci. Kvůli tomu se propadá až na sedmnáctou pozici. Odstoupit musí kvůli technickým problémům Tommi Mäkinen. Ve druhé etapě začíná McRae na druhé pozici za Märtinem. Po jeho defektu se McRae posouvá na první místo. Druhý je Burns, třetí Grönholm a čtvrtý Sainz. Rovanpera má dva defekty a propadá se na šesté místo. Za ním končí po dravé jízdě v druhé etapě Solberg. Na začátku třetí etapy Burns havaruje a na jeho místo se posouvá Grönholm. McRae trochu ztratí při drobné kolizi, ale první pozici před Grönholmem uhájí. Sainz končí třetí, i když s ním o pozici bojuje Harri Rovanpera a Petter Solberg. Šestý končí po stíhací jízdě Märtin. Pro jeden body pro tým Hyundai dojíždí Armin Schwarz.

## Výsledky
1. Colin McRae, Nicky Grist - Ford Focus RS WRC
2. Marcus Grönholm, Timo Rautiainen - Peugeot 206 WRC
3. Carlos Sainz, Louis Moya - Ford Focus RS WRC
4. Harri Rovanperä, Pietilainen - Peugeot 206 WRC
5. Petter Solberg, Phil Mills - Subaru Impreza WRC
6. Markko Märtin, Michael Park - Ford Focus RS WRC
7. Sebastian Loeb, Daniel Elena - Citroën Xsara WRC
8. Radström, Dennis Giraudet - Citroën Xsara WRC
9. Armin Schwarz, Hiemer - Hyundai Accent WRC
10. Toni Gardemeister, Paavo Lukander - Škoda Octavia WRC